# Áp-xe
Áp-xe (bắt nguồn từ tiếng Pháp: abcès) là một bọc mủ hình thành trong các mô của cơ thể. Các dấu hiệu và triệu chứng đối với những áp-xe ở gần da gồm: ửng đỏ, đau, nóng, và sưng, khi đè lên có cảm giác như một túi chất lỏng. Diện tích bị tấy đỏ thường lan rộng ngoài vùng sưng. Cụm nhọt (carbuncle) và nhọt (furuncle) là những loại áp-xe, thường do nhiễm trùng nang lông nhưng hậu bối lớn hơn.
Áp-xe thường gây ra do nhiễm khuẩn. Thường nhiều loại vi khuẩn cùng gây ra một ổ nhiễm trùng. Tại Hoa Kỳ và nhiều khu vực khác trên thế giới, vi khuẩn phổ biến nhất hiện nay là Staphylococcus aureus kháng Methicillin. Ký sinh trùng hiếm khi gây ra áp-xe, thường chỉ phổ biến ở các nước đang phát triển. Chẩn đoán thường dựa trên quan sát bề ngoài và chứng thực bằng cách cắt mở. Siêu âm có thể hữu ích trong những trường hợp mà khó chẩn đoán. Đối với áp-xe quanh hậu môn, chụp cắt lớp vi tính (CT) rất quan trọng để tìm những ổ nhiễm trùng sâu hơn.
Điều trị chuẩn cho hầu hết các áp-xe da hoặc mô mềm là cắt mở và rút mủ. Đối với phần lớn người khỏe mạnh thì việc sử dụng thêm kháng sinh dường như không đem lại lợi ích gì cho loại áp-xe này. Một số ít bằng chứng cho thấy không cần băng vết thương bằng gạc sau khi đã rút mủ. Để hở vết mổ có thể làm cho nó mau lành và giảm nguy cơ bị áp-xe trở lại hơn là băng kín nó. Dùng kim hút mủ ra thường là không đủ.
Áp-xe da khá phổ biến và đang trở nên phổ biến hơn nữa trong những năm gần đây. Những yếu tố nguy cơ bao gồm tiêm thuốc tĩnh mạch với tỉ lệ được báo cáo lên đến 65% các trường hợp bị áp-xe. Năm 2005, tại Hoa Kỳ có 3,2 triệu người phải vào phòng cấp cứu vì áp-xe. Tương tự, ở Úc có khoảng 13.000 người nhập viện trong năm 2008.

## Dấu hiệu và triệu chứng

Một ổ áp-xe

Áp-xe có thể xảy ra trong bất kì loại mô rắn nào nhưng nhiều nhất là ở trên bề mặt da (nơi chúng có thể ở dạng mụn mủ cạn hoặc áp-xe sâu), trong phổi, não, răng, thận và amiđan. Những biến chứng chính gây ra bởi áp-xe là lan rộng vùng áp-xe đến các mô lân cận hoặc xa và hủy hoại một vùng mô sâu rộng (hoại tử).
Những triệu chứng và dấu hiệu chính của áp-xe da là ửng đỏ, nóng, sưng, đau và mất chức năng. Nó cũng có thể gây sốt và ớn lạnh.
Một ổ áp-xe bên trong thì khó nhận diện hơn, nhưng những dấu hiệu bao gồm đau ở vùng bị thương tổn, sốt cao, và cảm giác toàn thân không khỏe. Áp-xe bên trong hiếm khi tự lành, do đó cần có 1 sự chăm sóc y tế kịp thời nếu nghi ngờ bị áp-xe.
Nếu ở bề mặt, những ổ áp-xe có thể dao động khi sờ vào. Đó là dao động dạng sóng do sự chuyển động của mủ bên trong.

## Nguyên nhân
Yếu tố nguy cơ gây ra sự hình thành áp-xe là sử dụng thuốc tiêm tĩnh mạch. Yếu tố khác cũng có khả năng gây áp-xe là tiền sử bị thoát vị đĩa đệm hoặc có sự bất thường ở cột sống, tuy nhiên điều này chưa được chứng minh.
Áp-xe gây ra bởi nhiễm trùng, nhiễm ký sinh trùng, hoặc các chất lạ. Nhiễm trùng là nguyên nhân phổ biến nhất. Thường có nhiều chủng vi khuẩn có liên quan đến cùng 1 ổ nhiễm trùng. Tại Hoa Kỳ và nhiều khu vực khác trên thế giới, vi khuẩn hiện diện phổ biến nhất là Staphylococcus aureus kháng methicillin. Trong những ca áp-xe màng cứng cột sống, Staphylococcus aureus (tụ cầu khuẩn) nhạy cảm với methicillin là vi sinh vật phổ biến nhất gây bệnh.
Ký sinh trùng hiếm khi gây ra áp-xe và trường hợp này phổ biến hơn ở những nước đang phát triển. Những ký sinh trùng được xác định gây ra áp-xe bao gồm: giun chỉ và giòi (myiasis).

### Áp-xe quanh hậu môn
Phẫu thuật rò hậu môn để thoát dịch ổ áp-xe để trị lỗ rò và làm giảm khả năng tái phát và khả năng phải tái phẫu thuật lần nữa. Không có bằng chứng chứng minh són phân gây ảnh hưởng đến phẫu thuật thoát dịch áp-xe.
Áp-xe quanh hậu môn có thể xuất hiện ở các bệnh nhân bị bệnh viêm ruột (chẳng hạn như bệnh Crohn) hoặc tiểu đường. Áp-xe thường bắt đầu bằng một vết thương bên trong gây ra bởi ung nhọt, phân cứng hoặc bị những vật thể không đủ trơn xâm nhập. Vết thương này thường bị nhiễm trùng do tiếp xúc với phân trong vùng trực tràng, và sau đó phát triển thành áp-xe. Nó thường xuất hiện như một khối u ở mô gần hậu môn và ngày càng phình to và đau. Cũng giống như những loại áp-xe khác, áp-xe quanh hậu môn có thể cần phải được điều trị y khoa nhanh chóng, chẳng hạn như rạch mổ mở và thoát dịch ổ áp-xe.

### Áp-xe vết mổ
Áp-xe vết mổ là một trong những biến chứng thứ phát của vết thương phẫu thuật (hậu phẫu). Dấu hiệu là nóng đỏ tại đường rạch thoát mủ. Nếu chẩn đoán không chắc chắn, cần dùng kim hút mủ từ vết thương ra, nhuộm Gram và cấy khuẩn để xác định.

## Chẩn đoán

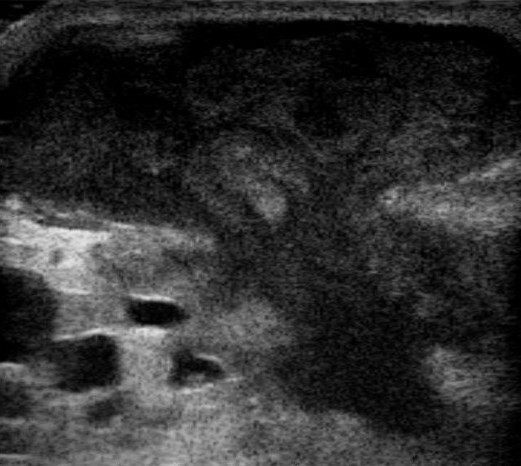
Hình ảnh siêu âm ổ áp-xe vú, hiển thị một vùng tối (giảm âm) hình nấm

Áp-xe là một bọc mủ cục bộ (mô viêm mủ) hình thành từ một sự mưng mủ trong một mô hoặc cơ quan, được bao bọc bởi một màng sinh mủ.

### Phân loại
Áp-xe có thể được phân thành hai loại: áp-xe da (dưới da) hoặc áp-xe nội. Áp-xe dưới da khá phổ biến; áp-xe nội khó chẩn đoán hơn và nghiêm trọng hơn.

### Sử dụng thuốc tiêm tĩnh mạch
Đối với những người có tiền sử tiêm thuốc tĩnh mạch, nên được chụp X quang trước khi điều trị để xác định chắc chắn không có mảnh kim gãy. Đối với những trường hợp này, nếu có kèm theo sốt, thì nên lưu ý đến thể viêm nội tâm mạc nhiễm khuẩn.

### Phân biệt
Áp-xe khác với viêm tích mủ, viêm tích mủ là sự tích tụ mủ trong một khoang của cơ thể có sẵn, còn áp-xe là tích mủ trong khoang mới được tạo ra.
Ở các trường hợp khác cũng có thể gây nên những triệu chứng tương tự, chẳng hạn: viêm mô bào, nang bã nhờn và viêm cân mạc hoại tử (necrotising fasciitis). Viêm mô bào thường gây phản ứng ban đỏ đặc thù nhưng không chảy mủ.

## Điều trị
Điều trị tiêu chuẩn cho áp-xe nhẹ ở da hoặc mô mềm là mổ mở và dẫn lưu mủ. Ở phần lớn trường hợp không thấy bất kì lợi ích nào cho việc kèm thêm thuốc kháng sinh. Một số ít bằng chứng không tìm thấy lợi ích từ việc băng kín ổ áp-xe với gạc y tế.

### Rạch và dẫn lưu mủ

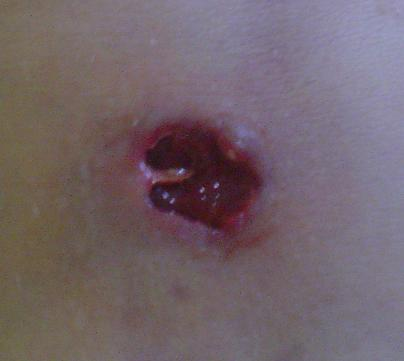
Áp-xe sau năm ngày rạch và dẫn lưu mủ

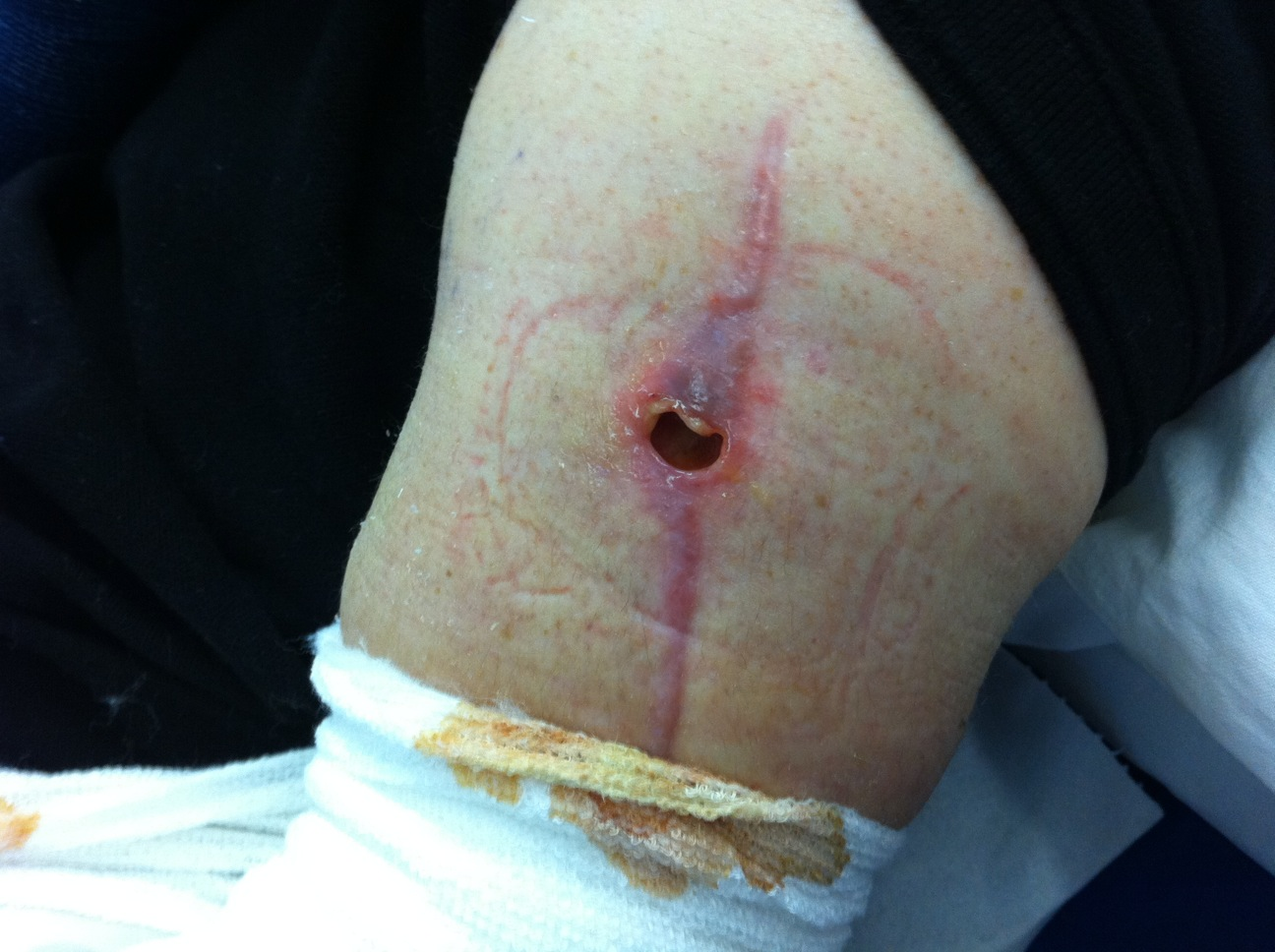
Nạo ổ áp-xe

Phải nên kiểm tra để xác định xem nguyên nhân gây áp-xe có phải do vật thể lạ hay không, nếu có phải loại bỏ vật thể. Nếu nguyên nhân không phải do vật thể lạ gây nên, thì điều trị tiêu chuẩn là rạch và dẫn lưu mủ.